# Tundrapityer
A tundrapityer (Anthus gustavi) a madarak osztályának verébalakúak (Passeriformes)  rendjébe és a billegetőfélék (Motacillidae) családjába tartozó faj.